# موريس ستانس
موريس هيوبرت ستانز (بالإنجليزية: Maurice Stans)‏ (22 مارس 1908 - 14 أبريل 1998) هو محاسب أمريكي وموظف مدني رفيع المستوى، وعضو مجلس الوزراء، ومنظم سياسي. شغل منصب الرئيس المالي للجنة لإعادة انتخاب الرئيس، للعمل من أجل إعادة انتخاب ريتشارد نيكسون.كان شخصية هامشية في فضيحة ووترغيت التي أعقبت ذلك، إلا أنه أدين بعدة تهم كشفت خلال التحقيق الأكبر في واترغيت وذلك بموجب قانون الحملة الانتخابية الاتحادي.

## التعليم
تعلم في جامعة كولومبيا، وجامعة نورث وسترن في.

## روابط خارجية
- موريس ستانس على موقع مونزينجر (الألمانية)
- موريس ستانس على موقع إن إن دي بي (الإنجليزية)